# Scopula submutata
Scopula submutata är en fjärilsart som beskrevs av Treitschke 1828. Scopula submutata ingår i släktet Scopula och familjen mätare. Inga underarter finns listade.